# Zeros and Ones
Zeros and Ones ist ein Thriller von Abel Ferrara, der im August 2021 beim Locarno Film Festival seine Premiere feierte. Der Kinostart in den USA war für 19. November 2021 geplant, im Vereinigten Königreich für 11. Februar 2022.

## Handlung
In naher Zukunft, in der die Welt von einer Pandemie heimgesucht wurde, ist der US-amerikanische Soldat JJ in Rom stationiert. Er ist Teil einer Eliteeinheit und befugt, im Rahmen einer Undercover-Mission nach eigenem Ermessen zu handeln.
Die Straßen Roms werden vom Militär patrouilliert, die Stadt scheint aber ansonsten weitgehend unbewohnt. JJ begibt sich während seiner Mission in Gebäude, Kirchen, Moscheen und Wohnungen. Er stattet auch der Mutter des Kindes seines Bruders einen Besuch ab. Dieser ist ein Andersdenkender, ein Revolutionär und Anarchist und Kommunist. Er befindet sich gerade in Haft und wird gefoltert, weil man an Informationen über einen Terroranschlag auf den Petersdom kommen will.

## Produktion
„Wenn dies ein von Menschenhand geschaffenes Virus ist, ist das ein ziemlich trauriger Kommentar über uns alle als Menschen.“

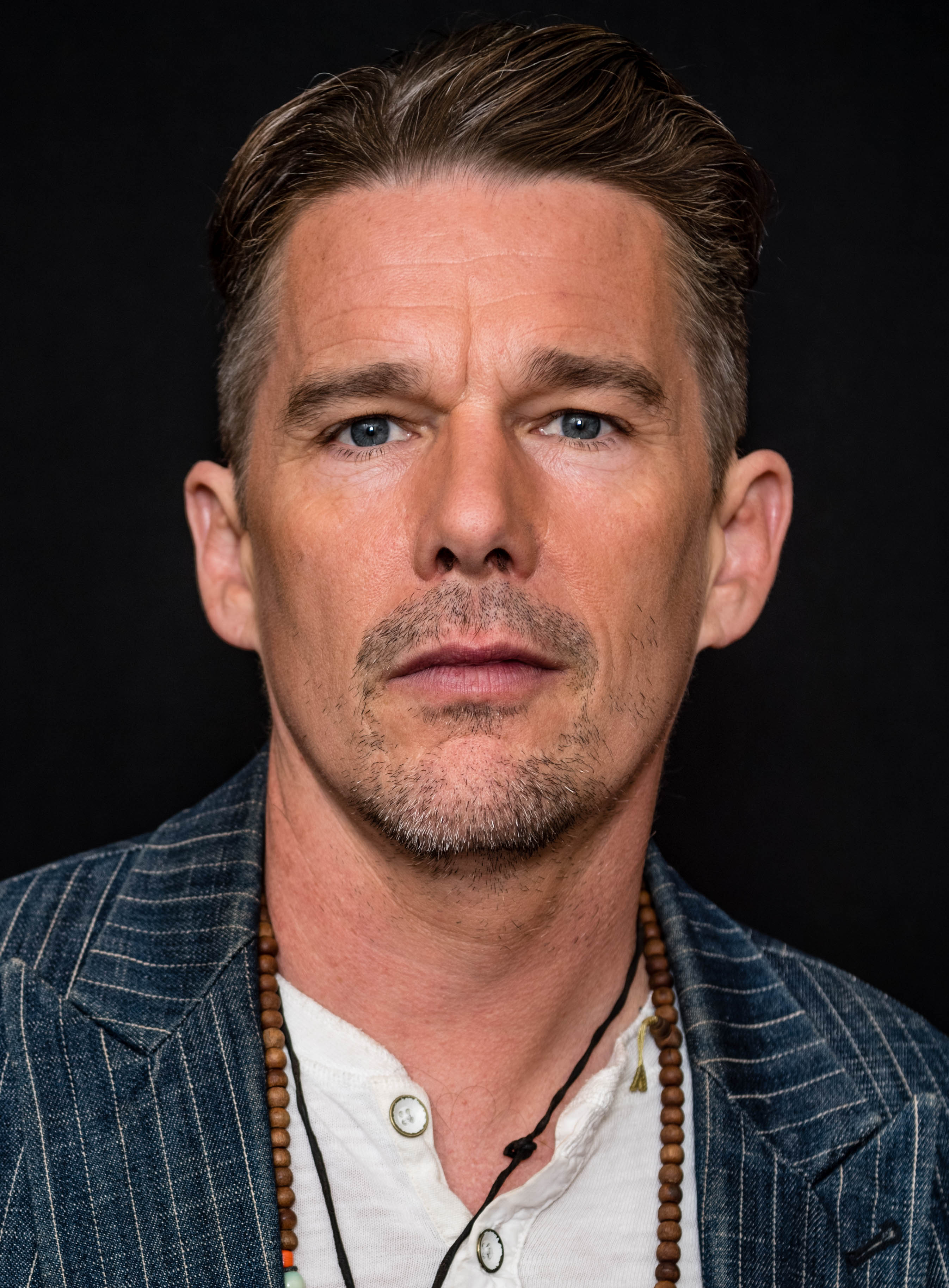
Ethan Hawke spielt den US-Soldaten JJ

Regie führte Abel Ferrara, der auch das Drehbuch schrieb.
Ethan Hawke spielt in der Hauptrolle den US-Soldaten JJ. Ferraras Ehefrau Cristina Chiriac, die auch in seinem letzten Film Siberia einen Auftritt hatte, spielt eine russische Agentin. Seine sechsjährige Tochter Anna wirkt ebenfalls im Film mit. In weiteren Rollen sind Dounia Sichov, Salvatore Ruocco, Valerio Mastandrea und Babak Karimi zu sehen.
Die Filmmusik komponierte der US-amerikanische Sänger, Musiker und Multiinstrumentalist Joe Delia, mit dem Ferrara seit den Filmen Die Frau mit der 45er Magnum, King of New York, Bad Lieutenant und Body Snatchers – Angriff der Körperfresser immer wieder zusammenarbeitete.
Eine erste Vorstellung erfolgte am 12. August 2021 beim Locarno Film Festival. Seine Österreich-Premiere hatte der Film am 30. Oktober 2021 im Wiener Gartenbaukino im Rahmen der 59. Viennale. Ende Oktober wurde der Film auch bei den Hofer Filmtagen gezeigt. Der Kinostart in den USA war am 19. November 2021 geplant, im Vereinigten Königreich am 11. Februar 2022. Am 5. Mai 2022 wurde er in Deutschland auf Blu-ray veröffentlicht.

## Rezeption

### Kritiken

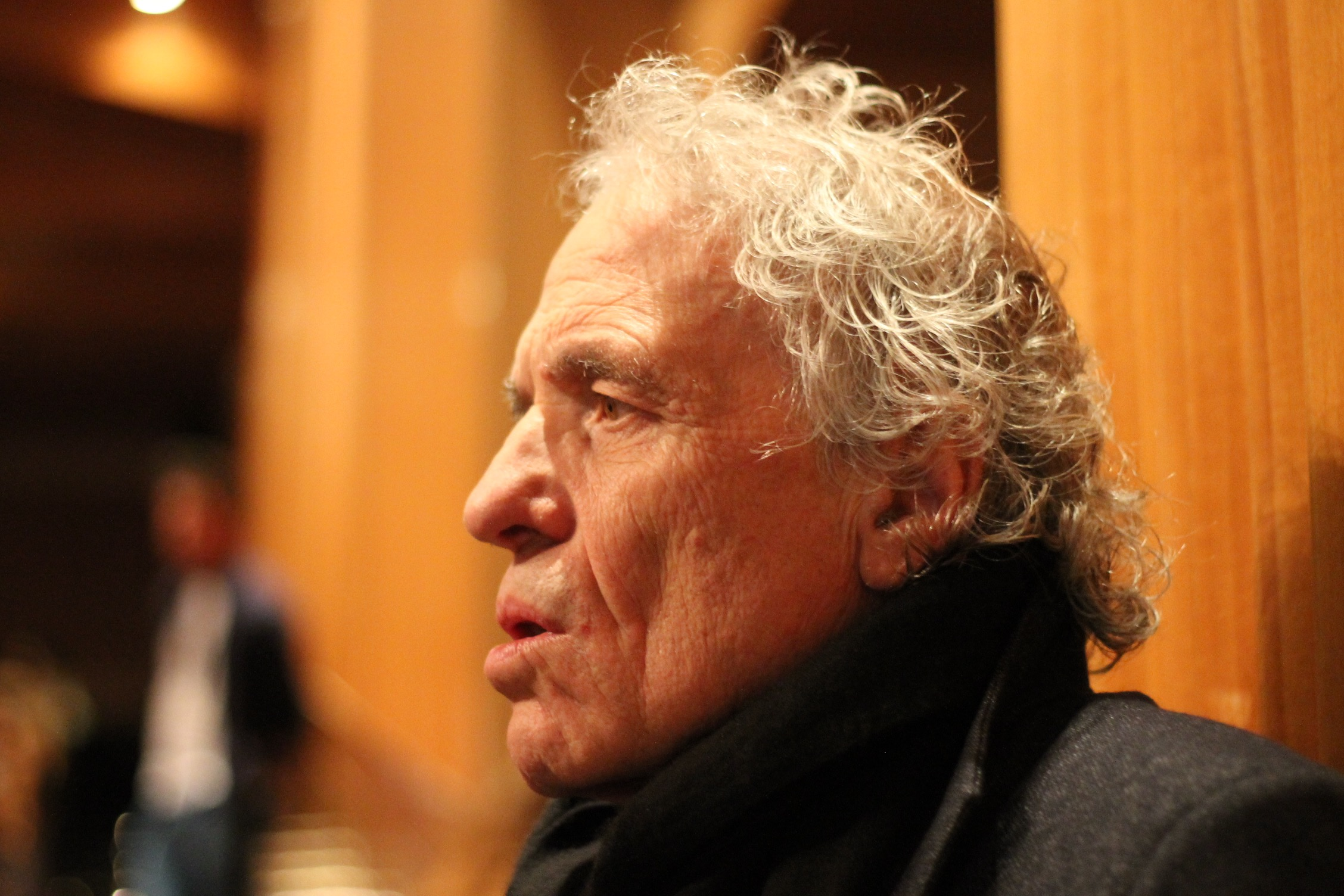
Regisseur Abel Ferrara

Ethan Vestby von The Film Stage bemerkt, die Stadt Rom bedeute Abel Ferrara, der hier ein neues Zuhause fand, nachdem er das überteuerte New York angewidert verlassen hatte, offensichtlich viel. Die Stadt diene dem Künstler in seinen neueren Filmen regelmäßig sowohl als befreiende als auch einschränkende Umgebung. Neben den mit Handkameras von Alex Ross Perry und Sean Price Williams gefilmten Szenen, hebt Vestby die nächtlichen Aufnahmen der Drohnen hervor, die die menschenleere Stadt während des Corona-Lockdowns im Jahr 2020 zeigen und eine Stadtsymphonie dieser toten Weltmetropole zeichneten. Trotz aller erzählerischen Verwirrung finde Zeros and Ones eine durchgängige Linie und setze so die intensiven Introspektionen von Ferraras vorherigen Spielfilmen Tommaso und Sibiria fort.
In einer Kurzkritik im Lexikon des internationalen Films heißt es, der Thriller entwerfe eine Art Post-Cyberpunk-Ästhetik, die das Digitale auf faszinierende Weise in die Texturen und Oberflächen der Welt einschreibt. Zugleich baue der Film eine der Komplexität dieser Ästhetik komplett zuwiderlaufende, von Dystopie- und Agenten-Klischees strotzende, kryptische und durchweg einfältige Geschichte vom Ende der Welt auf.

### Auszeichnungen
Locarno Film Festival 2021
- Nominierung für den Goldenen Leoparden (Abel Ferrara)
- Auszeichnung für die Beste Regie (Abel Ferrara)[6][12]